# Brimscombe
Brimscombe är en ort i Storbritannien.   Den ligger i grevskapet Gloucestershire och riksdelen England, i den södra delen av landet, 140 km väster om huvudstaden London. Brimscombe ligger 98 meter över havet och antalet invånare är 1 554.
Terrängen runt Brimscombe är platt åt sydost, men åt nordväst är den kuperad.Runt Brimscombe är det ganska tätbefolkat, med 72 invånare per kvadratkilometer. Närmaste större samhälle är Gloucester, 16,7 km norr om Brimscombe. Trakten runt Brimscombe består till största delen av jordbruksmark.